# Cameron Cobbold (1er baron Cobbold)
Pour les articles homonymes, voir Cobbold.
Cameron Fromanteel "Kim" Cobbold (14 septembre 1904 - 1er novembre 1987) est un banquier britannique. Il est gouverneur de la Banque d'Angleterre de 1949 à 1961 et Lord-chambellan de 1963 à 1971.

## Jeunesse
Né à Londres en 1904, fils de Clement John Fromanteel Cobbold et de sa femme Stella Willoughby Savile Cameron, Cobbold fait ses études au Collège d'Eton. Il passe également un an au King's College de Cambridge.

## Carrière
Cobbold rejoint la Banque d'Angleterre à l'invitation du gouverneur de la banque Montagu Norman en 1933. Il est nommé sous-gouverneur en 1945 et gouverneur en 1949. Pendant son mandat, il est admis au Conseil privé (1959) et créé baron Cobbold, de Knebworth dans le comté de Hertford (1960). Il prend sa retraite en tant que gouverneur en 1961.
Il dirige ensuite la Commission Cobbold en 1962 qui étudie la question du nord de Bornéo et de l'entrée du Sarawak dans la Malaisie. En 1963, il est nommé Chevalier Grand-Croix de l'Ordre royal de Victoria et Lord-chambellan de la reine Élisabeth II. Il sert jusqu'en 1971, et pendant son mandat, le rôle de censure théâtrale du Lord Chambellan est aboli (1968) et il est nommé à l'Ordre de la Jarretière (1970). Cobbold est nommé lieutenant adjoint du comté de Hertford (1972).
En 1966, il reçoit la Grande Décoration en Or avec Sash for Services à la République d'Autriche .

## Vie privée
En avril 1930, Cobbold épouse Hermione Millicent Bulwer-Lytton, fille et héritière de Victor Bulwer-Lytton (2e comte de Lytton). Leur siège est à Knebworth House dans le Hertfordshire. Ils ont deux filles et deux fils.
Il est décédé en 1987 à Knebworth. Son fils aîné, David, lui succède à sa baronnie.